# Å

Å thể hiện trong phông chữ Helvetica và Bodoni

Å (chữ thường: å) đại diện cho những (mặc dù thường rất giống) âm thanh trong nhiều ngôn ngữ. Nó được coi là một chữ cái riêng trong bảng chữ cái tiếng Thụy Điển, Phần Lan, Đan Mạch, Na Uy, Bắc Frisia, Walloon, Emiliano-Romagnolo, Chamorro, Istro-Rumani, Lule Sami, Skolt Sami, Nam Sami, và Greenland. Ngoài ra, nó là một phần của bảng chữ cái sử dụng cho tiếng địa phương ở Đức và Bayern-Áo.